# Alfredo Bonnard
Alfredo Bonnard   (Guayaquil, 3 de novembre de 1930 - 16 d'abril de 2024) és un exfutbolista equatorià de la dècada de 1950.
Fou 20 cops internacional amb la selecció de l'Equador entre 1953 i 1965.
Pel que fa a clubs, defensà els colors de Panamá, Everest, Norte América, Unión Deportiva Valdez, Patria i Barcelona SC.